# 제시카 트리스코

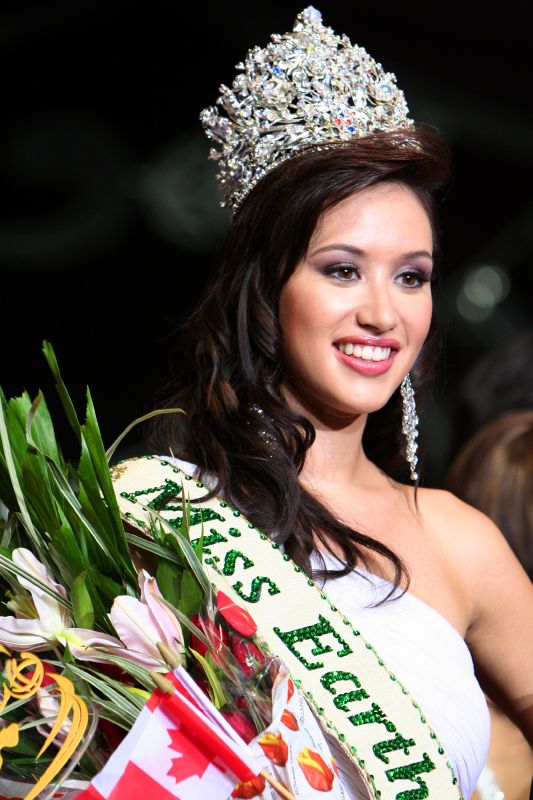
제시카 트리스코

제시카 니콜 트리스코(Jessica Nicole Trisko, 1984년 - )는 캐나다 밴쿠버 출신의 모델로 2007년 미스 어스 미인 대회에서 우승했다. 아버지는 우크라이나인과 러시아인 출신이고, 어머니는 필리핀인 출신이다. 그녀의 모국어는 영어이지만, 프랑스어, 러시아어도 유창하다.
2007년 미스 어스 캐나다 대표로 참가했고, 캐나다 출신 모델로는 최초로 미스 어스 대회에서 우승했다. 하지만 그녀는 전에 2007년 미스 유니버스 캐나다에서 10위에 들기도 했다.

## 참조
1. ↑  The Canadian Press (2007년 11월 13일). “Canada's Brainy Beauty”. Kitchener-Waterloo Record. C2면.